# سکتور (ویرجینیای غربی)
سکتور (به انگلیسی: Sector) یک منطقهٔ مسکونی در ایالات متحده آمریکا است که در شهرستان همپشر، ویرجینیای غربی واقع شده‌است. سکتور ۲۲۱٫۹ متر بالاتر از سطح دریا واقع شده‌است.